# مسرشمیت پی.۱۰۹۹
مسرشمیت پی. ۱۰۹۹ (به انگلیسی: Messerschmitt P.1099) یک هواگرد ساختِ کارخانهٔ مسرشمیت در کشور آلمان است. نخستین استفاده‌کنندهٔ این هواپیما نیروی هوایی آلمان نازی بوده است.